# Dennis van Wijk
Dennis van Wijk (Oostzaan, 16 december 1962) is een Nederlandse voetbaltrainer en voormalig speler van onder meer Ajax, Club Brugge en Norwich City. Momenteel is hij zonder club.
Hij was hoofdtrainer van KSV Roeselare.
In 2009 hield hij de West-Vlamingen via de eindronde nog in eerste klasse, maar in 2010 lukte dat niet. 
Na de degradatie had de Nederlander zijn eenzijdige optie tot verlenging van zijn contract met één seizoen gelicht, maar de raad van bestuur verbrak dat contract op 1 juli 2010.
Van Wijk is de zoon van voormalig profvoetballer Hassie van Wijk en schoonbroer van Marc Degryse. De twee waren in de jaren 80 ploegmaats bij Club Brugge. Van Wijk werd begin 2015 ontslagen bij KVC Westerlo na mindere resultaten.
In maart 2015 huurde Cercle Brugge de trainer in, in de hoop het behoud in eerste klasse te verzekeren. Van Wijk kon de degradatie echter niet voorkomen, nadat Play-Off 3 werd verloren van Lierse SK.
Na enkele korte passages bij KMSK Deinze en KFCO Beerschot Wilrijk werd van Wijk op 19 januari 2017 aangenomen als coach door    Oud-Heverlee Leuven in de Belgische Eerste Klasse B. Hij volgde er Emilio Ferrera op, die er niet in leek te slagen om een plaats in de top vier van het klassement veilig te stellen. Op 22 september 2017 werd hij vervangen.

## Carrière

### Spelerscarrière
- 1968-1981 De Volewijckers Amsterdam (Nederland)
- 1981-1982 Ajax (Nederland)
- 1982-1986 Norwich City (Engeland) (League Cup in 1985)
- 1986-1989 Club Brugge (België)
- 1989-1990 Ajax (Nederland)
- 1990-1991 Ionnina (Griekenland)
- 1991-1992 Club Brugge (België)
- 1993-1995 FC Knokke (België)

### Trainerscarrière
- 1994-1995 FC Knokke (speler-trainer) (België)
- 1995-1996 FC Knokke (trainer) (België)
- 1996-10/1998 KV Oostende (België)
- 10/1998-11/1998 Daring Blankenberge (België)
- 11/1998-2002 Cercle Brugge (België)
- 2003-2006 KSV Roeselare (België)
- 2006-11/2007 Willem II (Nederland)
- 11/2007-12/2007 KV Oostende
- 12/2007-06/2008 Sint-Truidense VV
- 10/2008-07/2010 KSV Roeselare
- 01/2011-02/2012 RAEC Bergen (Promotie naar Jupiler Pro League via eindronde)
- 03/2012-06/2012 Sporting Charleroi
- 06/2012-04/2013 Antwerp FC
- 04/2013-01/2015 KVC Westerlo
- 03/2015-05/2015 Cercle Brugge
- 06/2015-11/2015 KMSK Deinze
- 02/2016-01/2017 FCO Beerschot Wilrijk
- 01/2017-09/2017 Oud-Heverlee Leuven
- 09/2017-01/2018 KSV Roeselare
- 01/2018-08/2018 KV Mechelen
- 12/2019-03/2020 KV Oostende

### Scout
In 2008 was hij tot oktober scout bij het Engelse West Bromwich Albion.

### Erelijst
Als speler
| Competitie      |              |              |              |              |
| Competitie      | Aantal       | Jaren        |              |              |
| Norwich City    | Norwich City | Norwich City | Norwich City | Norwich City |
| --------------- | ------------ | ------------ | ------------ | ------------ |
| Promotie        | 1x           | 1981/82      |              |              |
| Club Brugge     |              |              |              |              |
| Kampioen België | 1x           | 1987/88      |              |              |

Als trainer
| Competitie              |             |             |             |             |
| Competitie              | Aantal      | Jaren       |             |             |
| KV Oostende             | KV Oostende | KV Oostende | KV Oostende | KV Oostende |
| ----------------------- | ----------- | ----------- | ----------- | ----------- |
| Promotie naar 1e klasse | 1x          | 1997/98     |             |             |
| KSV Roeselare           |             |             |             |             |
| Promotie naar 1e klasse | 1x          | 2004/05     |             |             |
| RAEC Mons               |             |             |             |             |
| Promotie naar 1e klasse | 1x          | 2010/11     |             |             |
| Charleroi               |             |             |             |             |
| Promotie naar 1e klasse | 1x          | 2011/12     |             |             |
| KVC Westerlo            |             |             |             |             |
| Promotie naar 1e klasse | 1x          | 2013/14     |             |             |
| Beerschot Wirlijk       |             |             |             |             |
| Promotie naar 2e klasse | 1x          | 2015/16     |             |             |

## Trivia
- Dennis is de zoon van oud-voetballer en oud-voetbaltrainer Hassie van Wijk.
- De grootste zittribune op het Schierveldestadion te Roeselare is onder de supporters ook gekend als de 'Dennis Van Wijk-tribune'. Dit als teken van respect naar de trainer toe die de promotie naar de Belgische eerste klasse heeft bewerkstelligd.[1]